# NGC 6964
NGC 6964 (другие обозначения — PGC 65379, UGC 11629, MCG 0-53-5, ZWG 374.17, KCPG 548B) — эллиптическая галактика (E) в созвездии Водолей.
Этот объект входит в число перечисленных в оригинальной редакции «Нового общего каталога».